# Oleksij Nejižpapa
Oleksij Leonidovyč Nejižpapa (ukrajinsky: Олексій Леонідович Неїжпапа; * 9. října 1975) je ukrajinský viceadmirál. Je velitelem sil ukrajinského námořnictva.
Povýšení na viceadmirála získal dva dny po potopení vlajkové lodi Moskva ruské Černomořské floty.